# Den anden kvinde
Den anden kvinde er en dansk kortfilm fra 1993, der er instrueret af Stig Ekkert.

## Handling
Denne artikel mangler et handlingsreferat. Hjælp os med at skrive det.